# Fraates II de Pàrtia
Fraates II va ser rei de Pàrtia del 136 aC al 127 aC.
Va succeir al seu pare Mitridates quan aquest va morir el 136 aC. El 130 aC Antíoc VII Sidetes va organitzar una expedició contra els parts als quals va derrotar el riu Licos (el Zab). Armènia, Mèdia Atropatene i la Persis es van revoltar contra la sobirania dels parts. El rei part va alliberar llavors a Demetri II amb la idea que en reclamar el tron causaria disturbis a l'Imperi Selèucida. El 129 aC els parts van iniciar una ofensiva a Mesopotàmia i Antíoc VII va ser derrotat en la batalla d'Ecbàtana, en la que va morir i el seu fill Seleuc va caure presoner. L'hegemonia de Pàrtia sobre Mesopotàmia va esdevenir indiscutible i Osroene es va independitzar.
Babel es va ocupar cap a l'any 126 aC al sàtrapa de Caracene que s'havia fet independent, junt amb tot el nord d'aquest regne. Va ser nomenat governador de la part nord de Caracene un tal Himeros (nomenat sàtrapa de Mesene) que era un funcionari part, però Hispaosines es va poder mantenir uns anys al sud amb el títol de rei de Caracene. El 127 aC Fraates II va morir en la lluita contra la devastadora invasió dels saces. El va succeir el seu oncle Artaban II, germà de Mitridates I.